# Hugo Heermann
Pour les articles homonymes, voir Heermann.
Hugo Heermann (Heilbronn, 3 mars 1844 – Merano, Italie, 6 novembre 1935) est un violoniste allemand.

## Biographie
Il a étudié le violon avec Lambert Joseph Meerts au Conservatoire de Bruxelles et plus tard avec Joseph Joachim. À partir de 1864, il est installé à Francfort, où il enseigne le violon au Conservatoire Hoch de 1878 à 1904. Il joue le premier violon dans un quatuor à cordes, avec Hugo Becker, Fritz Bassermann et Adolf Rebner, le "Museums-Quartett" (appelé aussi « Heermann-Quartett » et « Frankfurter Quartett »). Entre 1906 et 1909, il enseigne au Chicago Musical College, en 1911 au Conservatoire Stern de Berlin et en 1912, au Conservatoire de Genève. Il sert en tant que violon solo de l'Orchestre Symphonique de Cincinnati Orchestre dès 1909 ; et a été remplacé à ce poste par son fils, Emil. Il est le premier à avoir joué le Concerto pour violon de Johannes Brahms à Paris, New York et en Australie. Après sa retraite en 1922, il vit la plupart du temps à Merano, en Italie.

## Publications
- Charles Auguste de Bériots, École transcendentale du violon. Hugo Heermann, éd. 1896.
- Hugo Heermann, Mon Lebenserinnerungen. Leipzig, 1935